# Mirjam Glazer-Ta'asa
Mirjam Glazer-Ta'asa (hebrejsky מרים גלזר-תעסה‎, narozena 11. srpna 1929) je izraelská politička a bývalá poslankyně Knesetu za stranu Likud.

## Biografie
Narodila se v Jemenu. V roce 1934 přesídlila do dnešního Izraele. Vystudovala střední školu v Tel Avivu a bakalářský titul získal na Hebrejské univerzitě. Absolvovala také židovský teologický seminář ve Spojených státech. V letech 1945–1948 sloužila v židovských jednotkách Irgun, pak v izraelské armádě. V letech 1950–1955 zasedala ve vedení hnutí Bejtar, v letech 1951–1980 zastávala post ředitelky střední školy Johanny Žabotinské. V letech 1978–1980 vyučovala na učitelském semináři.

## Politická dráha
V izraelském parlamentu zasedla poprvé po volbách v roce 1981, do nichž šla za stranu Likud. Stala se členkou výboru práce a sociálních věcí. Zastávala i vládní posty, konkrétně náměstkyně ministra školství a kultury. Mandát poslankyně obhájila za Likud ve volbách v roce 1984. Předsedala výboru pro imigraci a absorpci a byla členkou výboru práce a sociálních věcí. Ve volbách v roce 1988 mandát neobhájila.